# Тагма
 Тази статия е за войсковата единица.  За термина в биологията вижте Тагма (биология).  
Тагмата (на гръцки: τάγμα, а също и на гръцки: Βίγλα от на латински: vigilia) е основна единица на ромейската войска.
Тагмите се формират или на териториален признак и народност (например Тагма Колхида) или по друг признак (Тагмата на "безсмъртните"). Има също тагми на федералистите и оптиматите, както и столични тагми на кавалеристите (схоли, екскувити, арифми и иканати), и пехотинците за охрана на Дългата стена. Екскувитите и иканатите е могло временно да пребивават в провинцията. Въпреки названието им гвардия тези части невинаги са се представяли в боя добре.
Стратегиконът ни осведомява, че тагмите са включвали от 200 до 400 бойци. Командвани са от тагматархом и са се делели на по-малки единици – хекатонтархий, декархий и т.н.
От тагмите са се образували по-големи единици – хилиархи начело с мирархи и дукове. Хилиархите са брояли около 3200 души и са били дясна, централна и лява преди битка. Централната е командвана от ипостратег.